# Elezioni statali in Baviera del 1998
Le elezioni statali bavaresi del 1998 si sono svolte il 13 settembre 1998 per eleggere i membri del 14 ° Landtag di Baviera . L'Unione sociale cristiana (CSU) guidata dal ministro-presidente Edmund Stoiber ha mantenuto la maggioranza con guadagni minori in termini di seggi, mentre l'opposizione ha subito perdite minori. Il più grande cambiamento nelle elezioni è stato l'aumento della popolarità dei votanti liberi della Baviera, che ha vinto il 3,7% dei voti, ma non è riuscito a vincere alcun seggio.

## Partiti
| Partiti | Partiti | Partiti                               | Ideologia                 | Leader         | Risultati 1994 |
| Partiti | Partiti | Partiti                               | Ideologia                 | Leader         | Voti (%)       |
| ------- | ------- | ------------------------------------- | ------------------------- | -------------- | -------------- |
|         | CSU     | Unione Cristiano-Sociale in Baviera   | Cristianesimo democratico | Edmund Stoiber | 52,8%          |
|         | SPD     | Partito Socialdemocratico di Germania | Socialdemocrazia          | Renate Schmidt | 30,0%          |
|         | Verdi   | Alleanza 90/I Verdi                   | Ambientalismo             | Jerzy Montag   | 6,1%           |

## Sondaggi d'opinione
| Sondaggi                | Data del sondaggio | Campione | CSU                 | SPD         | Grüne | REP  | FDP  | FW  | Altri |     |     |     |     |
| ----------------------- | ------------------ | -------- | ------------------- | ----------- | ----- | ---- | ---- | --- | ----- | --- | --- | --- | --- |
| Sondaggi                | Data del sondaggio | Campione | 1998 state election | 13 Set 1998 | –     | 52,9 | 28,7 | 5,7 | Altri | 3,6 | 1,7 | 3,7 | 3,7 |
| Forsa                   | ?                  | ?        | 49                  | 34          | 5     | 4    | 2    | 3   | 3     |     |     |     |     |
| Polis                   | 27 Ago–1 Set 1998  | 1.010    | 50                  | 33          | 6     | 3    | 3    | 3   | 2     |     |     |     |     |
| Forschungsgruppe Wahlen | 24–26 Ago 1998     | 979      | 51                  | 32          | 5     | 4    | 2    | 4   | 3     |     |     |     |     |
| Infratest dimap         | 21–26 Ago 1998     | 1.000    | 50                  | 32          | 5     | 2    | 3    | 4   | 4     |     |     |     |     |
| Forsa                   | ?                  | ?        | 47                  | 35          | 5     | –    | 3    | –   | 10    |     |     |     |     |
| INRA                    | 1998               | ?        | 46                  | 35          | ?     | ?    | ?    | ?   | ?     |     |     |     |     |
| Forschungsgruppe Wahlen | 15–19 Mag 1998     | 1.011    | 46                  | 34          | 5     | 4    | 3    | 2   | 6     |     |     |     |     |
| INRA                    | 1998               | 1.000    | 46                  | 36          | 5     | 3    | 3    | 3   | ?     |     |     |     |     |
| Forschungsgruppe Wahlen | 16–18 Feb 1998     | 1.009    | 46                  | 32          | 7     | 5    | 3    | 3   | 4     |     |     |     |     |
| Forsa                   | 31 Ago 1997        | ~1.000   | 47                  | 33          | ?     | ?    | ?    | 3   | ?     |     |     |     |     |
| 1994 state election     | 25 Set 1994        | –        | 52,8                | 30,0        | 6,1   | 3,9  | 2,8  | 0,1 | 4,3   |     |     |     |     |

## Risultati elettorali
|         |                                             |            |       |       |
| Partito | Partito                                     | Voti       | %     | Seggi |
|         | Unione Cristiano-Democratica (CDU)          | 6.447.764  | 52,9% | 123   |
|         | Partito Socialdemocratico di Germania (SPD) | 3.501.900  | 28,7% | 67    |
|         | Alleanza 90/I Verdi (Grünen)                | 692.456    | 5,7%  | 14    |
|         |                                             |            |       |       |
|         | Liberi Elettori (FW)                        | 446.115    | 3,7%  | 0     |
|         | I Repubblicani (REP)                        | 438.144    | 3,6%  | 0     |
|         | Partito Ecologico-Democratico (ÖDP)         | 217.840    | 1,8%  | 0     |
|         | Partito Liberale Democratico (FDP)          | 201.788    | 1,7%  | 0     |
|         | Altri                                       | 240.902    | 1,9%  | 0     |
| Totale  | Totale                                      | 12.186.909 | 100%  | 204   |